# Constitución de Etiopía de 1995
La actual Constitución de Etiopía fue adoptada por el Gobierno de Transición de Etiopía en diciembre de 1994 y entró en vigor en agosto de 1995, siendo la cuarta en la historia del país. Si bien, Etiopía tiene una larga tradición histórica de gobiernos fuertemente centralizados, bajo la conducción de un líder (sea el emperador o el presidente del Derg), la Constitución transfiere formalmente el poder a la Asamblea del Parlamento Federal, estableciendo una forma de gobierno parlamentario bicameral y una administración del territorio basada en nueve regiones de base étnica y dos ciudades con estatuto especial (Adís Abeba y Dire Dawa).
En ella se consagra la separación de Iglesia y Estado y el compromiso con el respeto de los derechos humanos y las libertades civiles, garantizando que todos los idiomas de Etiopía disfrutarán de reconocimiento estatal en igualdad de condiciones, aunque el amárico se establece como el idioma de trabajo del gobierno federal.

## Estructura de la Constitución

Bandera oficial del Estado etíope, aprobada en 1996, en el marco de la nueva Constitución.

La Constitución cuenta con 106 artículos, divididos en 11 capítulos:
- Capítulo 1: Disposiciones generales
- Capítulo 2: Principios fundamentales de la Constitución
- Capítulo 3: Derechos fundamentales y libertades
- Capítulo 4: Estructura del Estado
- Capítulo 5: Estructura y división de los poderes
- Capítulo 6: Las Cámaras Federales
- Capítulo 7: El Presidente de la República
- Capítulo 8: El poder ejecutivo
- Capítulo 9: Estructura y poderes de las Cortes de Justicia
- Capítulo 10: Principios y objetivos de la política nacional
- Capítulo 11: Disposiciones varias